# Асистент

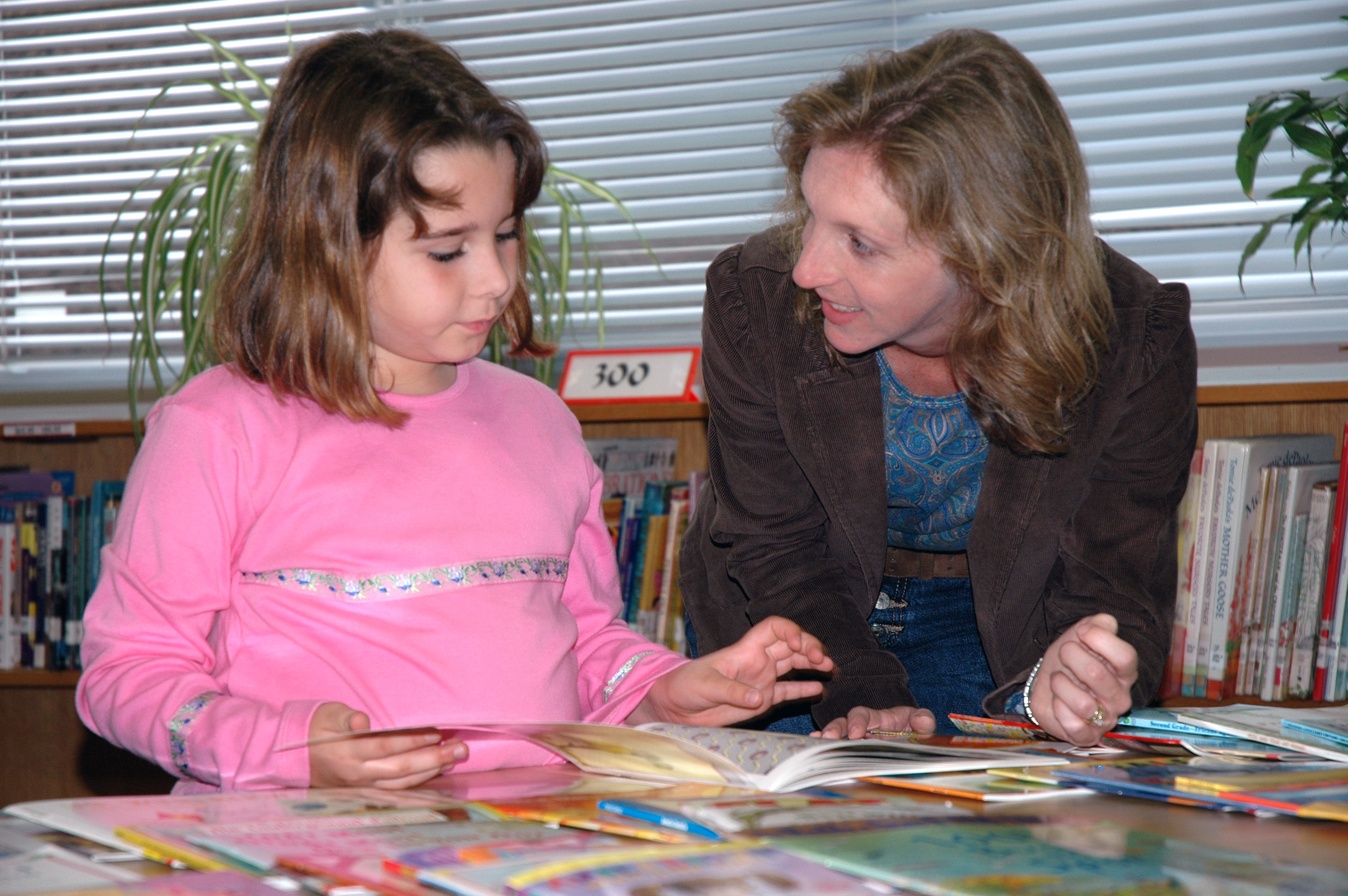
Асистент вчителя допомагає дитині в читанні.

Асисте́нт (від лат. assistens — присутній, помічник) — у широкому розумінні — помічник спеціаліста.
У СРСР та пострадянських країнах асистент — викладацька посада у вищих навчальних закладах.
У закладах вищої освіти асистент — помічник професора (доцента) при читанні лекцій, проведенні лабораторних і практичних занять зі студентами. Одна з основних посад науково-педагогічних працівників закладів вищої освіти третього і четвертого рівнів акредитації.
У США посаді асистента відповідає посада англ. Teaching Assistant.

## Інші значення
У середній школі — помічник екзаменатора; при хірургічних операціях і догляді за хворими — помічник лікаря; у військових частинах — помічник прапороносця.
У медицині, помічник лікаря який виконує медичну маніпуляцію. Помічником може бути як лікар так і медична сестра, в особливих випадках пересічні люди без медичної освіти. Наприклад, під час операції, помічником хірурга може бути інший лікар-хірург або операційна медична сестра.